# Solfrid Lerbrekk

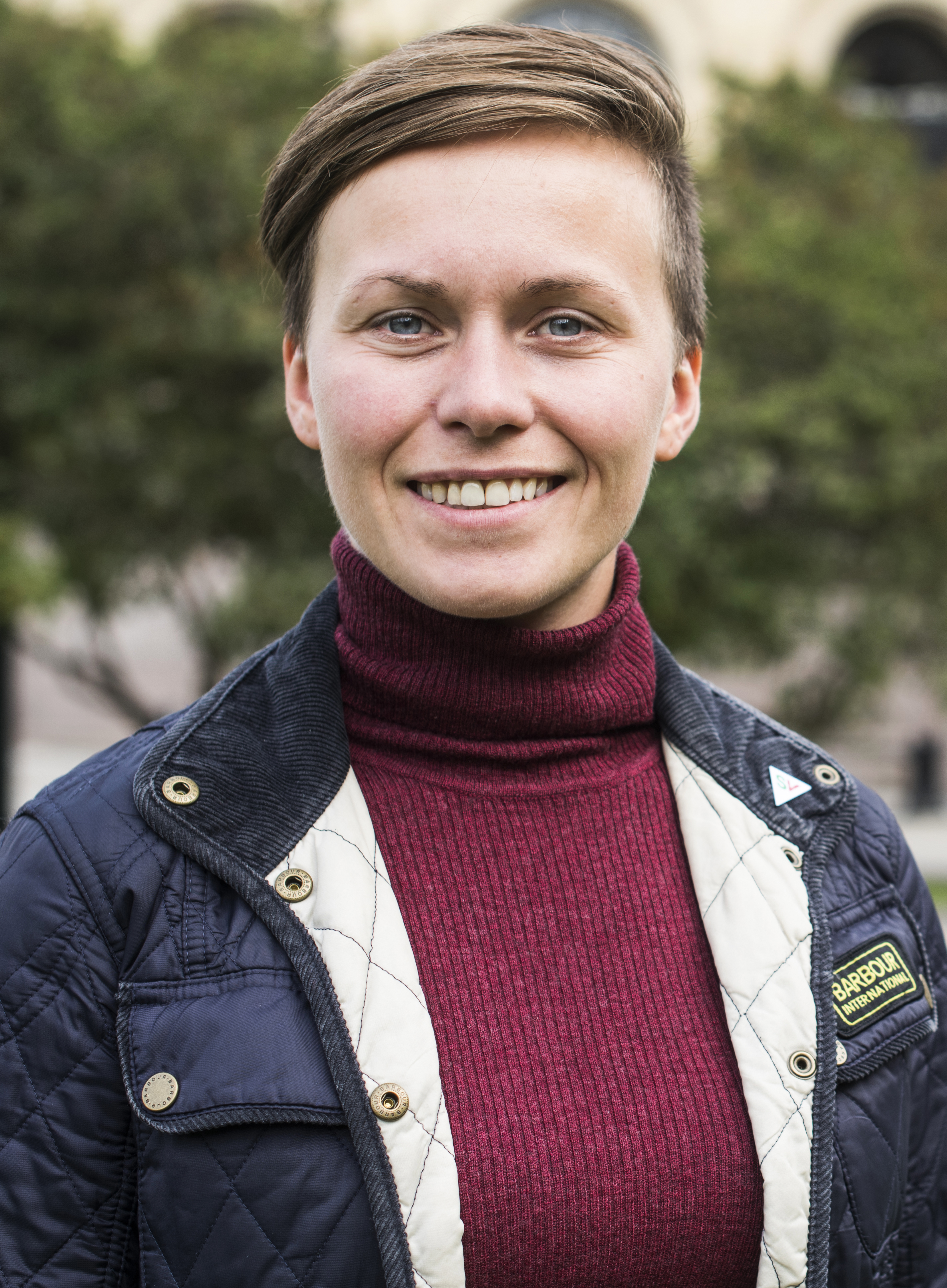
Solfrid Lerbrekk, 2017

Solfrid Lerbrekk (* 29. November 1990 in Varhaug, Kommune Hå) ist eine norwegische Politikerin der Sosialistisk Venstreparti (SV). Von 2017 bis 2021 war sie Abgeordnete im Storting.

## Leben
Lerbrekk wuchs in der Kommune Hå auf und besuchte bis 2009 die weiterführende Schule in Time, an der sie eine Ausbildung im Bereich Technik und industrieller Produktion machte. Anschließend machte sie eine Ausbildung im Bereich der zerstörungsfreien Werkstoffprüfung. Von 2011 bis 2014 studierte sie Maschinenbau an der Universität Stavanger. Anschließend arbeitete sie bis 2017 beim Gewerkschaftsdachverband Landsorganisasjonen i Norge (LO) für die Provinz Rogaland.
Bei der Parlamentswahl 2017 zog Lerbrekk erstmals in das norwegische Nationalparlament Storting ein. Sie war als Spitzenkandidatin der SV im Wahlkreis Rogaland angetreten, von wo bei der Wahl 2013 kein SV-Mitglied ins Parlament einziehen konnte. Sie erhielt schließlich ein Ausgleichsmandat und wurde Mitglied im Arbeits- und Sozialausschuss. Im Mai 2020 erklärte sie, bei der Parlamentswahl 2021 nicht erneut für einen Sitz im Storting kandidieren zu wollen. In der Folge schied sie im Herbst 2021 aus dem Parlament aus.
Nach ihrer Zeit als Abgeordneter wurde sie für die Region Kristiansand erneut für die LO tätig.